# Gary Waddock
Gary Patrick Waddock (ur. 17 marca 1962 w Londynie) – irlandzki piłkarz występujący na pozycji pomocnika. Trener piłkarski.

## Kariera klubowa
Waddock karierę rozpoczynał w 1979 roku w zespole Queens Park Rangers z Division Two. W sezonie 1982/1983 awansował z nim do Division One. W lidze tej zadebiutował 27 sierpnia 1983 w przegranym 1:3 meczu z Manchesterem United. Graczem QPR był przez osiem sezonów.
W 1987 roku Waddock przeszedł do belgijskiego RSC Charleroi i przez dwa sezony występował z nim w pierwszej lidze belgijskiej. W 1989 roku odszedł do angielskiego Millwall, grającego w Division One. W sezonie 1989/1990 spadł z nim jednak do Division Two. W 1991 roku wrócił do Queens Park Rangers. Tym razem w jego barwach nie rozegrał żadnego spotkania, a w 1992 roku przebywał na wypożyczeniu w Swindon Town (Division Two).
W 1992 roku Waddock odszedł do Bristol Rovers. W sezonie 1992/1993 spadł z nim z Division Two do Division Three. W 1994 roku przeniósł się do zespołu Division Two, Luton Town. W sezonie 1995/1996 również z nim spadł do Division Three. W 1998 roku zakończył karierę.

## Kariera reprezentacyjna
W reprezentacji Irlandii Waddock zadebiutował 30 kwietnia 1980 w wygranym 2:0 towarzyskim meczu ze Szwajcarią. 21 września 1983 w wygranym 3:0 pojedynku eliminacji Mistrzostw Europy 1984 z Islandią strzelił swojego pierwszego gola w kadrze. W latach 1980–1990 w drużynie narodowej rozegrał 21 spotkań i zdobył 3 bramki.